# Тарасово (Волынская область)
Тарасово (укр. Тарасове) — село в Луцкой городской общине Луцкого района Волынской области Украины.
Код КОАТУУ — 0722881005. Население по переписи 2001 года составляет 726 человек. Почтовый индекс — 45625. Телефонный код — 332. Занимает площадь 0,175 км².